# Francisco Morazán
José Francisco Morazán Quezada (Tegucigalpa, 3 ottobre 1792 – Cartago, 15 settembre 1842) è stato un militare e politico honduregno.
Con un colpo di Stato depose Manuel José Arce e si proclamò presidente delle cinque Province dell'America Centrale. Ha governato la Repubblica Federale del Centro America durante il periodo turbolento del 1830-1839, a distanza di soli 9 anni dall'indipendenza dalla Spagna. Salì alla fama dopo la sua vittoria nella battaglia di La Trinidad, l'11 novembre 1827. Da allora, e fino alla sua sconfitta in Guatemala nel 1840, Morazán dominò la scena politica e militare del Centro America. Sotto la direzione di Morazán come presidente della Repubblica federale vennero promulgate le riforme liberali che miravano a rimuovere il potere dai principali membri del partito conservatore: i creoli, che risiedevano a Nueva Guatemala de la Asunción, e gli ordini religiosi. Le riforme includevano istruzione, libertà di stampa e religione, tra le altre.
Morazán limitò il potere del clero secolare della Chiesa cattolica con l'abolizione della decima da parte del governo e la separazione tra Stato e Chiesa. In Guatemala la politica anticlericale di Morazán fu perseguita anche dal capo dello stato Mariano Gálvez.
Con queste riforme Morazán si fece dei potenti nemici e il suo periodo di governo fu segnato da aspre lotte interne tra liberali e conservatori. Tuttavia, grazie alla sua grande capacità militare, Morazán rimase saldo al potere fino al 1837, quando la Repubblica Federale fu irrevocabilmente frazionata. Questa rottura fu sfruttata dagli ordini religiosi e dai leader conservatori del Guatemala, che si unirono sotto la guida del generale guatemalteco Rafael Carrera, e, per non permettere ai creoli liberali di abolire i loro privilegi, finirono per dividere la Federazione dell'America centrale in cinque stati.
Nel 1842 lanciò l'invasione della Costa Rica, ma fu fucilato a Cartago. José Martí lo descrisse come "un genio potente, uno grande stratega, un oratore, un vero statista, forse l'unico che ha prodotto l'America centrale". Nell'ottobre del 1842 i governi dell'America centrale, soddisfatti che Morazán fosse scomparso, ripresero i loro rapporti con la Costa Rica.
L'Ordine di Francisco Morazán è la principale onorificenza concessa dall'Honduras.